# Управление на репутацията
Управлението на репутацията (на английски: reputation management) включва дейности, извършвани от човек или организация, които се опитват да създадат или поддържат, повлияват, но също така анализират и разбират индивидуалната или организационна репутация.

## Същност
Управление на репутацията е процеса на идентифициране и разпознаване на това, което другите хора мислят и знаят за вашия бизнес или за самия вас. След като се проучат нещата процесът преминава към нова фаза. Предприемат се действия за гарантиране на консенсус, между фирмата и публиките ѝ, и поддържане на ползотворни и за двете страни отношения. Много хора предпочитат тази дейност да се извършва от фирми – специалисти или социални медии, които да наблюдават и контролират тяхната репутация в общественото пространство.

## История
Компанията „Shandwick“ (по-късно „Weber Shandwick“), занимаваща се с PR услуги, твърди, че е създала термина управление на репутацията през 1997 г. Първоначалната идея на услугата е да бъде насочена към разширяване на връзките с обществеността, които да се занимават с повече от медийните отношения (media relations). Днес във времето на абсолютен възход на интернет и социалните медии и мрежи, управлението на репутацията е насочено главно към изгледа на определената „марка“ в основните сайтове, отражението ѝ в социалните медии, а най-вече, вниманието е насочено към резултатите, излизащи при ползването на интернет търсачките.
През 2007 година проучване, проведено от Университета на Калифорния в Бъркли открива, че някои продавачи използват управлението на репутацията си, като при онлайн продажба на продукти правят отстъпка на клиентите си в замяна на положителна оценка.

## Идеи
Управлението на репутацията е практика на наблюдение на репутацията на даден индивид или марка. Занимава се със съдържание, което е вредно за него, както и комуникира обратната връзка с клиентите, за да се получи оценка или предупредителни сигнали за репутационни проблеми. Повече от работата свързана с управлението на репутацията се фокусира върху предотвратяването на отрицателни резултати от търсенето. Тя може да се опита да преодолее пропастта между начина, по който компанията възприема себе си, и това как точно другите я виждат.
Управлението на онлайн репутацията е практиката на мониторинг на Интернет репутацията на лице, марка или бизнес, с цел да се подчертае положителното отразяване, вместо отрицателни отзиви или предложения. Управлението на репутацията за лица може би е посочено като онлайн управление на идентичността (OIM), онлайн управление на изображението, онлайн личен брандинг или лично управление на репутацията (PRM).

## Етични принципи
Практиката на управление на репутацията повдига много етични съображения . Няма съгласие в рамките на отрасъла за това къде да се тегли чертата на въпроси, като разкриваемост и цензуриране. Известни са фирми, които наемат персонал, за да се представят като блогъри в сайтове на трети страни, без да се разкриват за, което им се плаща. Някои са били критикувани за молба уебсайтовете да премахнат отрицателните мнения. В някои случаи акта на неетично управление на репутацията може сам по себе си да е рискован за репутацията на фирмата, ако е изложила тактиката си, да се крие негативна информация. Някои фирми отказват да лъжат и практикуват етични форми на управление на репутацията. Асоциацията за онлайн управление на репутацията се опитва да популяризира най-добрите етични практики чрез сертификационна програма. Според Google, няма нищо лошо в управлението на репутацията, но те могат да предприемат действия спрямо компаниите, използващи спам, или манипулативни техники, за да променят резултатите от търсенето. Google дори въведе набор от инструменти през 2011 г. за потребителите, които могат да контролират своята онлайн идентичност и молба за премахване на нежелано съдържание. Много фирми са селективни за клиенти, които приемат. Например, те могат да избегнат физическите лица, които са извършили тежки престъпления, които търсят начини да прокарват информация за престъпленията си по-надолу в резултатите от търсенето.

## Тактики
Примери за уебсайтове, където компания може да извършва управление на репутацията със система за оценка, могат да бъдат дадени в изобилие. Тези сайтове могат да предлагат не само продукти, но и услуги.
Гугълските резултати от търсене са основната и най-важна цел на усилията за управление на репутацията. Някои от тактиките, използвани от фирми за управление на репутацията, включват следното:
- подобряване на маркирането и оптимизация на опциите за търсене в публикуваните материали на компанията, като например информационни бюлетини и положителни мнения от клиенти, за да се премахне негативното съдържание;
- публикуване на нови позитивни сайтове и профили в социални медии, които превъзхождат отрицателните резултати при търсене;
- подаване на онлайн съобщения, онлайн към пресата в авторитетни сайтове, за да подкрепят присъствието на марката и премахнат негативното съдържание;
- подаване на молби за легално премахване, ако някой смята, че има клевета;
- първо споменаване на бизнес или индивид в сайтове на трети лица, които се оценяват високо в Google;
- уебсайтове на трети страни, които създават положителни отзиви или се нахвърлят срещу отрицателните;
- проактивно предлагане на безплатни продукти за видни рецензенти;
- проактивен отговор на обществени критики, произтичащи от последните промени.